# Чаклуни з Вейверлі (телесеріал)
Чарівники з Вейверлі Плейс, або Чаклуни з Вейверлі (англ. Wizards of Waverly Place) — американський ситком телеканалу Disney Channel, який транслювався з 12 жовтня 2007 року по 6 січня 2013 року. 28 серпня 2009 року вийшов повнометражний телефільм «Чаклуни з Вейверлі: Фільм». Прем'єра спеціального епізоду «Повернення чарівників: Алекс проти Алекс» відбулась 15 березня 2013 року.
В Україні серіал транслювався під назвою «Чарівники з Вейверлі Плейс» на телеканалі ТЕТ в закадровому озвученні, а також на Disney Channel під назвою «Чаклуни з Вейверлі» у дубляжі студії LeDoyen.

## Сюжет
Алекс, Джастін та Макс не такі прості школярі з Нью-Йорку, якими здаються на перший погляд. Вони мають магічні сили, які успадкували від батька Джеррі. Середня дочка Алекс через невміле використання магії постійно потрапляє у курйозні ситуації, а її старший брат Джастін, навпаки, старанно вчить закони чарівництва, його завзятості можна позаздрити. На відміну від свого брата, Макс, наймолодший у сім'ї Руссо, не вважає за потрібне надто обтяжувати себе.
І здавалося б, ці троє мають жити веселим і сповненим пригод життям, але чаклунські сили дістануться тільки одному з них, на змаганні чарівників. Тому вони мають дуже серйозно готуватись під наглядом батька, і поєднувати це зі школою, друзями, коханням та іншими підлітковими проблемами, з якими їм доведеться мати справу.

## У ролях

### Головні
- Селена Гомес — Олександра Маргарита (Алекс) Руссо — дочка Джеррі та Терези Руссо, сестра Джастіна і Макса Руссо, учениця-чарівниця, найкраща подруга Гарпер Фінклі.
- Девід Генрі — Джастін Руссо — син Джеррі та Терези Руссо, брат Олександри Маргарити і Макса Руссо, учень-чарівник.
- Джейк Ті Остін — Макс Руссо — син Джеррі та Терези Руссо, брат Олександри Маргарити і Джастіна Руссо, учень-чарівник.
- Марія Кенелс-Баррера — Тереза Руссо — дружина Джеррі Руссо, мати Олександри Маргарити, Джастіна і Макса Руссо.
- Девід ДеЛуіс — Джері Руссо — чоловік Терези Руссо, батько Олександри Маргарити, Джастіна і Макса Руссо, чарівник.
- Дженніфер Стоун — Гарпер Фінклі — найкраща подруга Олександри Маргарити Руссо.
- Бейлі Медісон — Максін Руссо  (сезон 4)

### Другорядні
- Джефф Гарлін — дядько Келби  (сезон 1-4)
- Білл Чотт — містер Ларітейт  (сезон 1-4)
- Ден Бенсон — Зік  (сезон 1-4)
- Ер Джей Сміт-Тілльман — Візард  (сезон 1-3), (деякі серії 4 сезону)
- Деніел Самонас — Дін  (сезон 2-4)
- Бріджіт Мендлер — Джульєт Ван Гьюз  (сезон 2-4)
- Грегг Салкіна — Мейсон  (сезон 3-4)
- Єн Еберкромбі — професор Крамбс  (сезон 1-4)

### Запрошені
- Джош Суссман — Г'ю Нормус  (сезон 1-2)
- Фред Віллард — містер Стаффелбі  (сезон 2-3)
- Мойзес Аріас — совість  (сезон 3)
- Деріл Сабара — Ті Джей Тейлор  (сезон 1-2)
- Енді Пессоа — Альфред  (сезон 2)
- Люсі Хейл — Міранда  (сезон 1)
- Скайлер Семюелс — Джіджі  (сезон 1-2)
- Пол Литовської — Джої  (сезони 1 і 3)
- Чад Дюель — Рональд Лонгкейп-молодший  (сезон 2)
- Моріс Годен — Рональд Лонгкейп-старший  (сезон 2)
- Енді Кайндлер — канцлер Тутітуї  (сезон 3-4)
- Октавія Спенсер — доктор Евіліні  (сезон 1)
- Джілланд Джонс — Дженні  (сезон 2)
- Та інші

## Епізоди
| Сезон | Сезон              | Епізоди            | Оригінальні покази | Оригінальні покази | Оригінальні покази українською | Оригінальні покази українською  |
| Сезон | Сезон              | Епізоди            | Прем'єра           | Фінал              | Прем'єра                       | Фінал                           |
| ----- | ------------------ | ------------------ | ------------------ | ------------------ | ------------------------------ | ------------------------------- |
|       | 1                  | 21                 | 12 жовтня 2007     | 31 серпня 2008     | 2011 (ТЕТ)                     | 2011 (ТЕТ)                      |
|       | 2                  | 30                 | 12 вересня 2008    | 21 серпня 2009     | 2011 (ТЕТ)                     | 2011 (ТЕТ)                      |
|       | Фільм              | Фільм              | 28 серпня 2009     | 28 серпня 2009     | 2010 (Disney Channel)          | 2010 (Disney Channel)           |
|       | 3                  | 28                 | 9 жовтня 2009      | 15 жовтня 2010     | 7 травня 2011 (Disney Channel) | 31 грудня 2011 (Disney Channel) |
|       | 4                  | 27                 | 12 листопада 2010  | 6 січня 2012       |                                |                                 |
|       | Спеціальний епізод | Спеціальний епізод | 15 березня 2013    | 15 березня 2013    |                                |                                 |

### Чарівники на палубі з Ханною Монтаною
Одна із серій другого сезону є першою частиною кросоверу «Чаклуни на палубі з Ханною Монтаною», у якому Алекс, Джастін та Макс вирушають на СС Тіптон, де зустрічають героїв серіалів «Розкішне життя на палубі» та «Ханна Монтана».

### Чарівники з Вейверлі: Фільм
Телефільм, знятий за мотивами комедійного телесеріалу «Чаклуни з Вейверлі» прем'єра якого, відбулася 28 серпня 2009 року на каналі Disney Channel. Знятий у Пуерто-Рико, Нью-Йорку та у Лос-Анджелесі з 16 лютого по 27 березня 2009 року. Фільм переглянуло 11.4 мільйони глядачів, що зробило його одним із найпопулярніших оригінальних фільмів Disney Channel (після «Шкільного мюзиклу»). 2010 року фільм здобув премію Еммі у номінації «Найкраща дитяча програма».

### Повернення чарівників: Алекс проти Алекс
27 вересня 2012 року Disney Channel повідомив, що розпочались знімання спеціального епізоду «Повернення чарівників: Алекс проти Алекс». Прем'єра відбулась 15 березня 2013 року на каналі Disney Channel.

## Інформація про дубляж
Третій сезон серіалу було дубльовано студією LeDoyen на замовлення Disney Character Voices International.

### Ролі дублювали
- Ганна Кузіна — Алекс Руссо
- Іван Оглобін — Джастін Руссо
- В'ячеслав Хостікоєв — Макс Руссо
- Катерина Кістень — Тереза Руссо
- Володимир Кокотунов — Джеррі Руссо
- Єлизавета Кучеренко — Гарпер Фінкл
- Катерина Брайковська — Джульєтта
- Володимир Остапчук — Мейсон
- Олена Борозенець — Стіві
- та інші